# محوطه کافری ۱
محوطه کافری ۱ مربوط به سده‌های میانه دوران‌های تاریخی پس از اسلام است و در شهرستان مانه و سملقان، بخش سملقان، دهستان قاضی، روستای عزیزآباد واقع شده و این اثر در تاریخ ۱۵ دی ۱۳۸۷ با شمارهٔ ثبت ۲۴۲۳۲ به‌عنوان یکی از آثار ملی ایران به ثبت رسیده است.